# James Musa
James Musa (nascut l'1 d'abril de 1992) és un futbolista neozelandès que actualment juga com a defensa pel Fulham de la Premier League anglesa.

## Trajectòria per club
Inicialment va ser convocat pel Wellington Phoenix com un dels jugadors requerits que tinguessin menys de 21 anys. Això que ho va fer el juny de 2010, abans de la temporada 2010-11 de l'A-League.
Musa debutà amb l'equip el 27 de novembre de 2010 en un partit local contra el Melbourne Victory en què jugà de defensa. El debut el va fer el cinquantè jugador que jugà amb el Wellington Phoenix i el tercer debutant més jove rere Kosta Barbarouses i Marco Rojas. En acabar la temporada, Musa no fou renovat contracte i, per tant, marxà de l'equip.
Musa va jugar amb el Waitakere City per a preparar-se per a la Copa del Món de la FIFA sub-20 2011.
El 20 d'octubre de 2011 va ser fitxat pel Team Wellington del Campionat de Futbol de Nova Zelanda. Va marcar el seu primer gol en un partit contra el Waikato FC el 5 de febrer de 2012.
El setembre de 2012 va fitxar pel Fulham. Juga principalment en l'equip reserva del Fulham.

## Trajectòria internacional
Musa va ser convocat per a la selecció neozelandesa sub-20 per a participar en la Copa del Món de la FIFA sub-20 de 2011 l'abril d'aquell any. A més a més, va participar en el Campionat de l'OFC sub-20 de 2011 on jugà en tots els quatre partits, marcant un hat trick durant la fase de grups ajudant a la selecció neozelandesa guanyar el torneig.

## Palmarès
- Copa White Ribbon (1): 2011-12.